# Cowlinge
Cowlinge est un village et une paroisse civile du Suffolk, en Angleterre.